# Ākāśa
L'ākāśa, con grafia inglese akasha (in sanscrito आकाश), è il termine sanscrito per indicare l'etere.
Nell'Induismo il termine è utilizzato per indicare l'essenza base di tutte le cose del mondo materiale, l'elemento più piccolo creato dal mondo astrale. Akasha è uno dei Pañca-mahā-bhūta (lett. "cinque grandi elementi"), la cui principale caratteristica è  Shabda, il suono. La qualità dell'Etere o Spazio è la capacità di far esistere delle cose al suo interno. In hindī il significato di ākāśa è cielo.
Per le scuole filosofiche indù Nyāya e Vaisheshika l'ākāśa è la quintessenza, substrato della qualità del suono, una sostanza fisica eterna, impercettibile e che tutto pervade.

## Nell'esoterismo
Negli ambienti teosofici fondati da Madame Blavatsky alla fine dell'Ottocento, il termine indiano fu identificato con l'analogo concetto di etere appartenente alla tradizione filosofica occidentale.
Una diversa interpretazione compare nelle opere di Rudolf Steiner, per il quale Akasha, in virtù della sua capacità di contenere e collegare insieme ogni evento dello spazio e del tempo, rappresenta una sorta di biblioteca universale che riunisce tutte le conoscenze del mondo, da lui perciò denominate «cronaca di Akasha».
(Rudolf Steiner)